# Еберхард (Тюбинген-Херенберг)
Еберхард фон Тюбинген-Херенберг „Шерер“ (на немски: Eberhard Graf von Tübingen-Herrenberg 'der Scheerer'; † 21 април 1302) е граф на Тюбинген в Херенберг. Той носи често името „Шерер“ на град Шер на Дунав.

## Произход
Той е син на граф Рудолф I фон Тюбинген-Херенберг († 1277) и втората му съпруга графиня Аделхайд фон Еберщайн-Сайн († сл. 1277), дъщеря на граф Еберхард V фон Еберщайн († 1248/1253) и Елизабет фон Баден († ок. 1266), дъщеря на маркграф Херман V фон Баден. Леля му Мехтхилд фон Тюбинген е майка на римско-немската кралица Гертруда фон Хоенберг (Анна) (1225 – 1281), съпруга на крал Рудолф I Хабсбургски (1218 – 1291). Брат е на граф Рудолф II „Шерер“ (1276 – 1316).

## Фамилия
Еберхард се жени на 27 ноември 1286 г. за графиня Аделхайд фон Калв-Файхинген († сл. 1323), дъщеря на граф Конрад III фон Файхинген († 1283/1284) и Анес фон Тюбинген († 1298), дъщеря на граф Улрих I фон Тюбинген-Асперг († 1283) и Елизабет фон Феринген († сл. 1264). Те имат децата:
- Конрад I († 1377), граф, женен пр. 25 май 1337 г. за Маргарета Шпет фон Файминген († сл. 1370), вдовица на Бертхолд фон Айхен († 1 май 1330), дъщеря на Херман Шпет фон Щайнхарт († сл. 1339) и фон Нойфен-Марщетен, дъщеря на граф Албрехт III фон Нойфен-Марщетен-Грайзбах († 1306) и Елизабет фон Грайзбах († сл. 1316).
- Йохан III фон Тюбинген-Херенберг († сл. 1329), пфалцграф, свещеник във Файхинген.
- Рудолф IV († 1356), граф/пфалцграф, женен за Аделхайд фон Оксенщайн († 1386), дъщеря на Ото VI фон Оксенщайн († 1377) и ландграфиня Елизабет фон Хесен († 1339).